# Daniel Kraus (calciatore)
Daniel Kraus (Lipsia, 11 maggio 1984) è un allenatore di calcio ed ex calciatore tedesco, di ruolo portiere, tecnico del Wolfsburg II femminile.

## Carriera

### Calciatore
Legato al Carl Zeiss Jena dal 1997, dal 2005 al 2010, anno in cui decide di abbandonare il calcio giocato, pur vestendo principalmente la maglia della formazione riserve del Carl Zeiss Jena II, ha maturato 15 presenze in prima squadra, giocando in 2. e 3. Liga, e condividendo con i compagni la vittorie in Coppa di Turingia nella stagione 2005-2006.

### Allenatore
Dopo aver conseguito la licenza C nel luglio 2010 ottiene l'incarico come allenatore dei portieri nella squadra di calcio femminile dello Jena.
Dopo che il tecnico Thorsten Zaunmüller venne esonerato, Kraus è stato inizialmente assunto dal club come allenatore ad interim, non essendo tuttavia in possesso della licenza A richiesta dalla federcalcio tedesca per lavorare in modo permanente come capo allenatore del club della Frauen-Bundesliga, è stato sostituito dall'ex giocatore della nazionale tedesco-orientale Konrad Weise all'inizio del 2011, rimanendo comunque assistente allenatore di Martina Voss-Tecklenburg. Dopo la loro partenza all'inizio di febbraio, ha ripreso a dirigere gli allenamenti della squadra, ad interim, ricoprendo ufficialmente il ruolo dal 14 febbraio 2012. Il 13 luglio 2012 viene presentato dalla società come allenatore dei portieri, rimanendo tuttavia ad allenare la squadra a tempo pieno. Il 14 marzo 2016 la dirigenza dello Jena ha annunciato che Kraus non avrebbe prolungato il suo contratto per assumere l'incarico di capo allenatore all'SGS Essen, dove rimase per tre stagioni. Il 30 novembre 2018 Kraus ha firmato un contratto con il Friburgo come successore di Jens Scheuer nel ruolo di allenatore capo dall'inizio della stagione 2019-2020.
Dopo aver guidato il Friburgo per tre stagioni consecutive nella Frauen-Bundesliga, dal 1º luglio 2022 è diventato allenatore del Wolfsburg II, militante nella Regionalliga Nord.